# Umweltstandard
Als Umweltstandards werden in der Umwelt- und Wirtschaftspolitik sowie in der Ökologie nationale und internationale Rechtsnormen des Umwelt- und Arbeitsrechts bezeichnet, die von Wirtschaftssubjekten zu beachten sind.

## Allgemeines
Umweltstandards sind die quantitativen Konkretisierungen von Umweltzielen. Umweltstandards sollen sicherstellen, dass die Umweltbelastung nicht ein Niveau überschreitet, das die Regenerationskraft der Natur übersteigt. Die Institutionalisierung von Umwelt- und Sozialstandards sowie die Verwirklichung politischer und sozialer Menschenrechte sind unabdingbar für eine weltweite soziale Entwicklung. Umwelt- und Sozialstandards sind eng miteinander verknüpft, weil die Umweltzerstörung bestehende Armut verschärft und umgekehrt.
Eine enge Definition begrenzt Umweltstandards auf Grenz- und Richtwerte für Emissionen und Immissionen, die als Verbots- oder Eingriffsschwellen oder als Orientierungsgrößen der Umweltvorsorge, also der Abwehr von Umweltgefahren und der Minderung von Umweltrisiken, dienen sollen.
Das Erreichen von Umweltstandards ist ein komplexer und langwieriger Prozess, der wissenschaftliche Erkenntnisse verschiedener Forschungsbereiche, Überzeugungen und Werte, sowie den allgemeinen sozialen Kontext berücksichtigt. Die verschiedenen Umweltaktivitäten haben unterschiedliche Ziele und damit unterschiedliche Standards.
Die folgende Betrachtung bezieht sich auf die Definition der menschlichen Umwelt, die sich von der natürlichen Umwelt unterscheidet. Die menschliche Umwelt geht davon aus, dass die Menschen permanent mit ihrer Umwelt interagieren. Diese beinhaltet nicht nur die natürlichen Elemente, wie Luft, Wasser und Erde, sondern auch Kultur, Kommunikation, Organisationen und Institutionen. Die Menschen leben zusammen in einer ethnologischen Gemeinschaft. Durch die Festlegung von Umweltstandards sollte die Natur vor weiteren Schäden geschützt werden, und es sollte versucht werden, bereits vorhandene Schäden, die durch die menschliche Lebensweise verursacht wurden, zu beheben.
Umweltstandards werden im rechtlichen, administrativen oder privaten Umfeld festgelegt.

## Entwicklung von Umweltstandards
Bei der Diskussion über Umweltstandards beeinflussen zwei in jedem Menschen stark verankerte Triebe den Entwicklungsprozess: zum einen der radikale Ökozentrismus des Menschen und zum anderen ein gemäßigter Anthropozentrismus. Diese gegensätzlichen Kräfte führen zu Problemen bei der Festlegung der Umweltstandards. Dennoch die Idee, die Welt zu verändern und für zukünftige Generationen zu beschützen bzw. zu erhalten, ist der Leitspruch dieser Diskussion. In den letzten Jahren nimmt die Sensibilität der Menschen für Umweltthemen immer mehr zu, weshalb der Bedarf an Umweltschutz gestiegen ist. Diese Bewegung wird durch den Fortschritt des wissenschaftlichen und medizinischen Wissens sowie durch die Verbesserung von Messsystemen unterstützt. Mit diesen Verbesserungen werden die Auswirkungen der menschlichen Lebensweise auf die Umwelt, die Gesundheit von Menschen und Tieren untersucht. Die Entwicklung in den verschiedenen Forschungsbereichen schafft die Basis für die Umsetzung der Umweltstandards in den letzten Jahren.
Umweltstandards definieren häufig den gewünschten Zustand (z. B. sollte der pH-Wert des Sees zwischen 6,5 und 7,5 liegen) oder Grenzwertänderungen (z. B. können nicht mehr als 50 % des natürlichen Waldes beschädigt werden). Um bestimmte Zustände oder Grenzwerte zu bestimmen, die die Standards definieren sollten, wurden die gängigsten statistischen Methoden verwendet.
In Bezug auf Umweltfragen müssen immer Ungewissheiten berücksichtigt werden. Der erste Schritt zur Entwicklung eines Standards ist die Bewertung des spezifischen Risikos. Der erwartete Wert bezüglich des Eintritts des Risikos muss berechnet und nachfolgend der mögliche Schaden klassifiziert werden. Es werden drei Arten von Schäden unterschieden: Veränderungen aufgrund physikalisch-chemischer Umweltschäden, ökologische Schäden an Pflanzen und Tieren, sowie Schäden an der menschlichen Gesundheit. Um ein akzeptables Risiko zu ermitteln, müssen angesichts des erwarteten kollektiven Nutzens die risikobedingten Kosten und die Kosten der Risikovermeidung sozial ausgewogen sein. Darüber hinaus haben Risiken mehrere Dimensionen, die jedoch am Ende des Bilanzierungsprozesses eine Korrelation erreichen sollten. Beim Bilanzierungsprozess sollten folgende Schritte berücksichtigt werden:
1. Festlegung von Zielen, die sowohl den Schutz von Leben, Gesundheit und Umwelt dienen, als auch eine rationelle Zuweisung sozialer Ressourcen ermöglichen.
2. Bei Umsetzung dieser Ziele sollte eine Untersuchung der möglichen Ergebnisse durchgeführt werden.
3. Berücksichtigung sozialer Kosten bzw. Schäden, einschließlich Opportunitätskosten und Nutzen, die entstehen, wenn eine der verfügbaren Optionen nicht mehr weiterverfolgt wird.

Im Abwägungsprozess sollte auch unter dem Gesichtspunkt der Fairness die Verteilung der Risiken und die Belastbarkeit in Bezug auf die Aufrechterhaltung der Umweltproduktivität beachtet werden. Im Zusammenhang mit den Standards wurde eine Implementierungsregel vorgesehen, die angibt, unter welchen Umständen die Umweltstandards als verletzt betrachtet werden sollten. Strafen und andere Vorgehensweisen gegen Länder, die die Norm nicht erfüllen, sollten Teil dieser neuen Gesetzgebung sein.

## Institutionen, die Umweltstandards einführen
Umweltstandards wurden von verschiedenen Institutionen festgelegt. Das Muster der Standards beruhte oftmals auf dem Prinzip der freiwilligen Selbstverpflichtung.

### Internationale- und Regierungsinstitutionen

#### UN
Mit 193 Mitgliedsstaaten ist die UN die größte zwischenstaatliche Organisation, wodurch ihre Umweltpolitik einen großen Einfluss auf die Festlegung internationaler Umweltstandards hat. Auf der Konferenz der Vereinten Nationen über Umwelt und Entwicklung von 1992 in Rio gestanden sich die Mitgliedsstaaten erstmals ihre negativen Auswirkungen auf die Umwelt ein. Während dieser und der folgenden Millenniumserklärung wurden die ersten Entwicklungsziele für den Umweltschutz festgelegt. Seitdem hat das Katastrophenrisiko durch Überbeanspruchung der natürlichen Ressourcen und die globale Erwärmung sehr stark zugenommen. Mit der UN-Klimakonferenz 2015 in Paris wurde ein neues Übereinkommen, das sogenannte Übereinkommen von Paris, vereinbart. Darin verpflichten sich die Staaten, die globale Erwärmung auf deutlich unter 2 °C, möglichst 1,5 °C zu begrenzen (→ Zwei-Grad-Ziel, → 1,5-Grad-Ziel).
Am 25. September 2015 wurde auf dem Weltgipfel für nachhaltige Entwicklung 2015 am Hauptsitz der Vereinten Nationen in New York die Agenda 2030 mit ihren 17 „ Zielen für nachhaltige Entwicklung“ von der Generalversammlung der Vereinten Nationen verabschiedet. Neben der Bekämpfung der Armut auf dem gesamten Globus liegt der Schwerpunkt der Ziele im Schutz unseres Planeten. Diese Ziele bilden den Grundstein für den globalen Umweltschutz. Die Umweltbereiche Wasser, Energie, Ozeane, Ökosysteme, nachhaltiges Produktions- und Konsumverhalten und Klimaschutz wurden von den Zielen abgedeckt. Die Ziele enthalten Informationen bezüglich der Medien, die benötigt werden, um diese zu erreichen. Fraglich sind die Nachverfolgung und die Überprüfung, ob die Mitgliedsstaaten die festgelegten Ziele erfüllen. Das größte Problem liegt dabei meistens darin, dass viele Mitgliedsstaaten mit einer Kontrolle von außen, durch andere Mitglieder, als einen Eingriff in ihre inneren Angelegenheiten betrachten. Verursacht durch diese Implementierung und die Nachverfolgung, werden momentan nur freiwillige Staatenberichte kontrolliert. Die Hauptkontrolle erfolgt durch statistische Werte, die als Indikatoren bezeichnet werden. Diese Indikatoren liefern Informationen darüber, ob das Ziel erreicht wurde.

#### Europäische Union
In dem „Vertrag über die Arbeitsweise der Europäischen Union“ integriert die EU eine Selbstverpflichtung gegenüber der Umwelt. In Titel XX, Artikel 191.1 wird Folgendes festgelegt: „Die Umweltpolitik der Union trägt zur Verwirklichung der folgenden Ziele bei:
- Erhaltung, Schutz und Verbesserung der Umweltqualität,
- Schutz der menschlichen Gesundheit,
- umsichtige und rationelle Nutzung der natürlichen Ressourcen,
- Förderung von Maßnahmen auf internationaler Ebene für den Umgang mit regionaler oder weltweiter Umwelt; Probleme und insbesondere die Bekämpfung des Klimawandels.“

Alle Umweltmaßnahmen basierten auf diesem Artikel und führten zu einer Vielzahl von Umweltgesetzen. Die Europäische Union deckt die Themen Luft, Biotechnologien, Chemie, Zivilschutz, Klimawandel, Umwelt, Gesundheit, Industrie und Technologie, International, Landnutzung, Natur und Biodiversität, Lärm, Schutz der Ozonosphäre, Boden, nachhaltige Entwicklung, Abfall und Wasser ab.
Darüber hinaus berät die „Europäische Umweltagentur (EUA)“ die Mitgliedstaaten zu Umweltfragen, einschließlich Normen.
Siehe auch: Umweltpolitik der Europäischen Union

#### Nationalstaaten – Beispiel USA
In den Vereinigten Staaten von Amerika erfolgt die Entwicklung von Standards dezentral. Die Standards wurden von mehr als hundert verschiedenen Institutionen entwickelt, viele davon sind private Intuitionen. Es ist ein Pluralismus-System, das hauptsächlich vom Markt beeinflusst und teilweise fragmentiert ist. Im Folgenden findet man zwei konkrete Beispiele:

#### Ambient Standards der USA
Die Umgebungsnormen, auch bekannt als die US-nationalen Luftqualitätsnormen (NAAQS), die von der Umweltschutzbehörde (EPA) festgelegt werden, sollten messen, wie viele Schadstoffe sich in der Luft befinden. Im Rahmen der „Clean Air Act“-Initiative werden Umgebungsstandards festgelegt, um sicherzustellen, dass die Menschen saubere Luft einatmen. Darüber hinaus trägt diese Verordnung dazu bei, das öffentliche Wohl vor bekannten Schadstoffen zu schützen, die möglicherweise dieses verletzen könnten. Darüber hinaus soll die Durchsetzung dieser festgelegten Standards eine weitere Verschlechterung der Luftqualität verhindern. Staaten können ihre eigenen Umweltnormen festlegen; dennoch müssen diese die nationalen Normen erfüllen, damit sie ohne Weiteres umgesetzt werden können. Die NAAQS reguliert die sechs Kriterien Luftschadstoffe: Schwefeldioxid (SO2), Partikel (PM10), Kohlenmonoxid (CO), Ozon (O3), Stickstoffdioxid (NO2) und Blei (Pb). Um sicherzustellen, dass die Umgebungsnormen eingehalten werden, verwendet die EPA die Systeme Federal Reference Method (FRM) und Federal Equivalent Method (FEM). Dabei wird die Anzahl der Schadstoffe in der Luft gemessen und überprüft, ob die Summe an Schadstoffen innerhalb der Grenzwerte liegen.

#### Emissionsstandards der USA
Emissionsnormen sind nationale Vorschriften, die von der EPA verwaltet werden. Sie kontrolliert die Anzahl der Schadstoffe, die in der Atmosphäre freigesetzt werden. Diese Normen wurden eingeführt, um die Luftqualität und die Gesundheit der Menschen zu erhalten bzw. zu verbessern und die Freisetzung von Treibhausgasen, wie Kohlendioxid (CO2), Stickoxiden und Schwefeloxiden, zu regulieren. Die Normen werden in zwei Phasen durchgeführt, wobei das endgültige Ziel darauf abzielt, das die US-Amerikaner gemeinsam Kraftstoffkosten in Höhe von 1,7 Billionen US-Dollar einsparen und die Treibhausgasemissionen (GHG) um 6 Milliarden Tonnen zu senken. Ähnlich wie die Umweltstandards, können auch Einzelstaaten die Vorschriften nach ihrem Geschmack verschärfen. Kalifornien hat beispielsweise seine eigenen Emissionsnormen durch das California Air Resources Board (CARB) festgelegt. Die Emissionsnormen regeln auch die Anzahl der von der Schwerindustrie freigesetzten Schadstoffe und für den Strom.
Die von der EPA festgelegten technischen Standards erzwingen nicht zwangsläufig den Einsatz bestimmter Technologien, sondern legen ein Mindestleistungsniveau für verschiedene Branchen fest. Darüber hinaus ermöglichen diese Vorschriften eine genauere Datenerfassung, so dass die Normen, beruhend auf diese Informationen, durchgeführt werden können. Die EPA fördert häufig technologische Verbesserungen, indem sie Standards setzt, die mit den derzeitigen Technologien nicht erreicht werden können. Diese Standards basieren immer auf den Branchenführern, um die allgemeine Verbesserung der Branche insgesamt zu fördern.

### Auswirkungen einer nichtstaatlichen Organisation

#### Internationale Organisation für Normung
Die Internationale Organisation für Normung ist eine Organisation, die eine Vielzahl freiwilliger Standards entwickelt. Mit 163 Mitgliedsstaaten besitzt sie eine sehr große Reichweite. Die von der ISO festgelegten Standards wurden häufig von verschiedenen Mitgliedsstaaten in nationale Standards übertragen. Rund 363.000 Unternehmen und Organisationen weltweit verfügen über das ISO-14001-Zertifikat, eine Norm für das Umweltmanagement, die zur Verbesserung der Umweltleistung einer Organisation und zu rechtlichen Aspekten, sowie zur Erreichung von Umweltzielen geschaffen wurde. Die meisten nationalen und internationalen Umweltmanagement-Standards beinhalten die ISO-14000-Reihe.

#### Greenpeace
Greenpeace ist eine der bekanntesten Nichtregierungsorganisationen, die sich mit Biodiversität und Umwelt befassen. Mit ihren Aktivitäten hat Greenpeace eine große globale Auswirkung auf Umweltfragen. Durch Aktivitäten, die spezielle Umweltprobleme erfassen, wird die Aufmerksamkeit der Öffentlichkeit gefördert und bei Regierungen oder Unternehmen durchgesetzt, dass Umweltstandards angepasst bzw. festgelegt werden. Das Hauptaugenmerk liegt auf Wäldern, Meer, Klimawandel und giftigen Chemikalien. In Bezug auf die giftigen Chemikalien setzt Greenpeace beispielsweise gemeinsam mit dem Textilsektor einen Standard. Sie haben das Konzept 2020 entwickelt, das die Idee hat, alle giftigen Chemikalien bis 2020 aus der Textilproduktion zu verbannen.

#### WWF
Der WWF konzentriert sich darauf herauszufinden, wie man es ermöglichen kann, in der Landwirtschaft den maximalen Ertrag zu erzielen, trotz Aufrechterhaltung der Biodiversität. Dabei versuchen sie, die Gesellschaft zu erziehen, die Umwelt zu schützen, sowie politische Änderungen und Anreize zu schaffen, um ihre Ziele zu erreichen.

### Wirtschaft
Umweltstandards in der Wirtschaft werden durch externe Motivation festgelegt. Zunächst müssen Unternehmen die Umweltrechte der Länder, in denen sie tätig sind, erfüllen. Darüber hinaus beruhen Umweltstandards auf einer freiwilligen Selbstverpflichtung der Unternehmen. Dies bedeutet, dass die Umweltstandards der Unternehmen, die sie in ihren Betrieben umsetzen, die Anforderungen der staatlichen Vorschriften übertreffen sollten. Wenn Unternehmen weitergehende Standards setzen, dann geschieht dies im Zusammenhang mit der Erfüllung der Wünsche der Stakeholder. Bei der Festlegung von Umweltstandards haben drei Interessengruppen bzw. Stakeholder den Haupteinfluss. Der erste Stakeholder, die Regierung, ist bereits erwähnt und ist das einflussreichste Mitglied, gefolgt vom Einfluss der Kunden. Heutzutage gibt es immer mehr Menschen, die den Umweltfaktor bei ihrer Kaufentscheidung berücksichtigen. Der dritte Stakeholder sind Industriebranchen, die Unternehmen zwingen, Umweltstandards umzusetzen. Wenn Unternehmen in Branchen eingebunden sind, müssen sie die Verhaltensregeln dieser Branche erfüllen. Dieser Verhaltenskodex dient häufig dazu, das Ansehen einer Branche insgesamt zu verbessern.
Die von Unternehmen selbst festgelegten Umweltstandards lassen sich in zwei Dimensionen unterteilen. Beginnend mit der betrieblichen Umweltpolitik, die ein Umweltmanagement, Audits, Kontrollen oder Technologien beinhalten kann. In dieser Dimension neigen die Vorschriften stark dazu, mit anderen Funktionsbereichen, wie z. B. dem Lean Management, eng verbunden zu sein. Darüber hinaus kann man feststellen, dass multinationale Unternehmen dazu neigen, landesweit harmonisierte Vorschriften für die Umweltregulierung festzulegen und somit oftmals ein höheres Leistungsniveau der Umweltstandards erreichen. Die zweite Dimension ist die Botschaft nach außen, die in Form von Werbung und Kommunikation verbreitet wird. Es wird oft kritisiert, dass sich Unternehmen mehr auf die zweite Dimension konzentrieren, um die Stakeholder zu befriedigen. Dabei konzentrieren sich die Unternehmen vor allem auf den öffentlichen Eindruck in der Gesellschaft, den sie mit ihren Selbstverpflichtungsstandards für die Umwelt hinterlassen möchten. Somit wird meistens mehr versucht, durch gutes, gezieltes Marketing die Verkaufszahlen zu steigern, während die reale Umsetzung der Umweltmaßnahmen eine untergeordnete Rolle spielt. Dadurch haben auch Abteilungen, die im Unternehmen diese Ziele verfolgen, meist Probleme. Zum einen fehlt ihnen die notwendige Zeit und zum anderen fehlen finanzielle Mittel, um eine reale Umsetzung zu gewährleisten. Weiters glauben viele Unternehmen, dass die Kosten für Umweltschutz im Vergleich zu den erzielten positiven Auswirkungen zu hoch sind, und die Investition in den Umweltschutz wird als nicht gewinnbringend angesehen. Dennoch kann oft beobachtet werden, dass Unternehmen nach einer öffentlichen Krise häufig Umweltstandards setzen. Den Kritikern wird nach der Krise oft eine höhere Bedeutung beigemessen. In manchen Fällen wurden von Unternehmen bereits Umweltstandards festgelegt, um Krisen in der Öffentlichkeit zu vermeiden.

## Volkswirtschaftliche Aspekte
Die Umweltökonomik untersucht unter anderem, wie sich aus nationaler Perspektive die optimale Umweltpolitik ändert, wenn unvollkommener Wettbewerb auf den Weltmärkten einbezogen wird. Insgesamt zeigt die Theorie, dass häufig nationale Anreize bestehen, Umweltstandards unterhalb der pareto-optimalen Standards festzulegen (Ökodumping). Das Ökodumping ist der Versuch, durch niedrige Umweltstandards die Wettbewerbsfähigkeit zu steigern. Daher besteht internationaler Koordinationsbedarf in der Umweltpolitik selbst dann, wenn es sich nur um nationale (nicht grenzüberschreitende) Schadstoffe handelt. In westlichen Industriestaaten nimmt die Tendenz zu, den Import aus Ländern mit niedrigen Umweltstandards zu unterbinden oder zumindest Importzölle hierauf zu erheben. Praktisch ist es allerdings schwierig, bestimmte fehlende Umweltstandards als Ökodumping zu klassifizieren, weil sich die „optimalen Umweltstandards“ – die als Maßstab herangezogen werden müssten – international wegen der unterschiedlichen Ausgangsbedingungen stark unterscheiden.
Die Einhaltung von Umweltstandards erhöht bei Arbeitgebern die Umweltkosten, Personalkosten und Materialkosten (Schutzkleidung). Sie sind deshalb Gegenstand des Kostenmanagements mit dem Ziel der Kostensenkung. Der ganze oder teilweise Verzicht auf Umweltstandards ist das wesentlichste Motiv für das Ökodumping. Die westlichen Industriestaaten mit hohen Umweltstandards neigen als Folge der Globalisierung dazu, Lohndumping und Abbau von Sozialstandards zu betreiben, um ihre Wettbewerbsfähigkeit zu erhalten oder erhöhen.
Das Lieferkettengesetz zwingt Unternehmen in Industriestaaten dazu, bei Lieferanten und Zulieferer aus der Dritten Welt auf die Einhaltung der Umwelt- und Sozialstandards zu achten. Die Versuche der Industriestaaten, internationale Umweltstandards durchzusetzen, werden von den Staaten der Dritten Welt als Einschränkung ihrer eigenen Entwicklungsoptionen begriffen.
Der jeweilige Stand der Umwelttechnik ist insbesondere ein wichtiges Kriterium für die Festlegung von Umweltstandards.